# Paul Adam
Paul Adam, född 7 december 1862 och död 1 januari 1920, var en fransk romanförfattare.

## Biografi
Adam började som naturalist med romanen Chair molle (1885), och utgav därefter i samarbete med Jean Moréas novellsamlingen Lé thé chez Miranda (1886), som ställde honom i spetsen för symbolisterna. Tillsammans med Jean Moréas och Gustave Kahn grundade Adam tidskriften Le symboliste. Adam kämpade för växlande politiska ideal, var bolangist och socialist och under världskriget patriotisk agitator, hävdade rasens betydelse genetemot idividen. Hans romaner - ibland vilka märkas La force (1899), L'enfant d'Austerlitz (1902), La ruse och Au soleil de juillet (1903), vilka bildar en sammanhängande tetralogi, har med sina intensiva miljöskildringar i det närmaste ett filmiskt uttryck.